# Amazonepapegaaien
Amazonepapegaaien (Amazona) vormen een geslacht van papegaaiachtigen uit de familie papegaaien van Afrika en de Nieuwe Wereld (Psittacidae).
De vogels zijn middelgroot (ongeveer 38 cm), overwegend groen gekleurd met vaak enkele blauwe en gele kleuraccenten op de kop en een korte staart. Ze hebben duidelijk zichtbare naakte neusgaten en een relatief grote snavel. Mannetjes en vrouwtjes zien er op het eerste gezicht hetzelfde uit, al is de man vaak steviger gebouwd. De enige amazone die duidelijk zichtbaar seksueel dimorf is, is de geelteugelamazone (A. xantholora).
Amazonepapegaaien komen voor in Zuid-Amerika en vooral, zoals hun naam al aangeeft, rond de Amazone. Het genus komt echter voor tot in Mexico en de Caraïben in noordelijke richting en tot en met Argentinië in het zuiden.
De hispaniola-amazone (Amazona ventralis) is het nationale symbool van de Dominicaanse Republiek, waar de soort "Cotica" wordt genoemd.
Het determineren van amazones kan erg moeilijk zijn; de meeste soorten zijn zeer variabel, gelijken sterk op andere soorten of kennen verschillende ondersoorten die ook weer erg variabel kunnen zijn. Zo zijn er bijvoorbeeld blauwvoorhoofdamazones zonder blauw voorhoofd maar met een vrijwel geheel gele kop, bestaan er geelnekamazones zonder gele nek, heeft de witvoorhoofdamazone soms nauwelijks wit op het voorhoofd en kennen soorten als de geelvoorhoofdamazone en de dubbele geelkopamazone zeer veel variatie van individu tot individu in de hoeveelheid geel. Dit betekent dat het vaak voorkomt dat exemplaren op foto's of in gevangenschap fout gedetermineerd worden, zelfs in deskundige werken. Bij determinatie zijn naast, voor de hand liggend, het kleurpatroon van de kop, ook de kleur van snavel, oogring, staart en schouders vaak belangrijk. Een extra complicerende factor is dat vanwege de determinatieproblemen in gevangenschap ook hybriden voorkomen.

## Amazonepapegaaien in gevangenschap
Amazonepapegaaien kunnen erg tam worden maar hebben een redelijk fel karakter. Ze worden als goede praters beschouwd. Het is echter belangrijk om te weten dat deze intelligente vogels het beste geen mensen maar soortgenoten als gezelschap hebben. Het houden van deze dieren kan dus het beste in paarverband in volières en niet als eenzaam huiskamerdier.
De meeste soorten zijn daarnaast ook bedreigd en ook dat zou een goede reden moeten zijn proberen te kweken en niet slechts te 'verbruiken'.
In Nederland komen de meeste soorten wel in gevangenschap voor maar vaak slechts in kleine aantallen. Voor zover bekend komen alleen A. guildingii, A. brasiliensis, A. vittata, A. imperialis, A. arausiaca, A. versicolor en A. mercenaria niet in Nederland in gevangenschap voor.
In gevangenschap eten veel amazonepapegaaien een mix van zaden, fruit en groenvoer. Een zadenmix werkt echter het selectief voeren of 'browsing' in de hand, waarbij de vogel alleen de lekkerste zaadjes eet en de rest negeert. Het gevolg is dat een vogel een dieet binnenkrijgt dat deficiënt is aan vele voedingsstoffen waaronder vitamine A en aminozuren, en een te hoge verhouding calcium/fosfaat bevat.
Voedingsdeficiëntie is de meest voorkomende oorzaak van ziektes bij vogels die als gezelschapsdier worden gehouden. Daarom is het zeer aan te raden om de papegaai een goed pelletvoer te geven. Pellets zijn brokjes waarin alle voedingsstoffen homogeen verdeeld zitten, waardoor 'browsing' niet meer mogelijk is en voedingsdeficiënties voorkomen worden.
Amazonepapegaaien mogen, net als elke papegaai, groenvoer en fruit alleen als traktatie krijgen naast een uitgebalanceerd dieet. Te veel fruit verhoogt de energiedichtheid van de maaltijden en werkt obesitas en voedingsdeficiënties in de hand. Als traktatie kan men de vogel kleine stukjes banaan, peer of appel geven, maar de normale brokjes, uit de hand gegeven, worden door het dier ook gewaardeerd en hebben geen nadelige effecten op de gezondheid.

## Soorten
Het geslacht omvat de volgende soorten:
- Amazona aestiva – Blauwvoorhoofdamazone
- Amazona agilis – Jamaicaanse amazone
- Amazona albifrons – Witvoorhoofdamazone
- Amazona amazonica – Oranjevleugelamazone
- Amazona arausiaca – Roodkeelamazone
- Amazona auropalliata – Geelnekamazone
- Amazona autumnalis – Geelwangamazone
- Amazona barbadensis – Geelvleugelamazone
- Amazona brasiliensis – Roodstaartamazone
- Amazona collaria – Geelsnavelamazone
- Amazona diadema – Diadeemamazone
- Amazona dufresniana – Blauwwangamazone
- Amazona farinosa – Grote amazone
- Amazona festiva – Blauwbaardamazone
- Amazona finschi – Finsch' amazone
- Amazona guildingii – Sint-Vincentamazone
- Amazona imperialis – Keizeramazone
- Amazona kawalli – Kawalls amazone
- Amazona leucocephala – Cuba-amazone
- Amazona mercenarius – Schubnekamazone
- Amazona ochrocephala – Geelvoorhoofdamazone
- Amazona oratrix – Geelkopamazone
- Amazona pretrei – Roodbrilamazone
- Amazona rhodocorytha – Roodkruinamazone
- Amazona tucumana – Tucumánamazone
- Amazona ventralis – Hispaniola-amazone
- Amazona versicolor – Sint-Lucia-amazone
- Amazona vinacea – Wijnborstamazone
- Amazona viridigenalis – Groenwangamazone
- Amazona vittata – Puertoricaanse amazone
- Amazona xantholora – Geelteugelamazone